# Tärnaby, Sala kommun

Tärnaby är en ort i Sala kommun i Västmanlands län.
Tärnaby ligger i Tärna socken.
Tärnaby ligger längs riksväg 70 cirka tio kilometer sydost om Sala och cirka tre kilometer nordväst om Tärna kyrkby. Byn ligger strax öster om Sagån, vilket innebär att den ligger i landskapet Uppland. Sagån utgör landskapsgräns mellan Uppland och Västmanland.
Byn består av enfamiljshus och bondgårdar.